# 天鵝座V1276
天鵝座V1276，又名BD+28 3447，HD 186357、SAO 87612、HR 7501，是天鵝座的一颗恒星，视星等为6.49，位于銀經64.6，銀緯2.92，其B1900.0坐标为赤經19h 38m 48.8s，赤緯+29° 2.92′ 36″。